# Abbas Djoussouf
Abbas Djoussouf, född 22 mars 1942 i Moroni, död 13 juni 2010, var en komorisk politiker. Han var regeringschef på Komorerna 22 november 1998-30 april 1999. Han var den huvudsakliga oppositionsledaren då han utsågs till regeringschef av Tadjidine Ben Said Massounde i ett försök att lugna separatistiska rörelser omkring på Komorerna. Han förlorade makten då Azali Assoumani tog makten under en militärkupp 30 april 1999.